# Dahliphora crenaticornis
Dahliphora crenaticornis är en tvåvingeart som beskrevs av Borgmeier 1961. Dahliphora crenaticornis ingår i släktet Dahliphora och familjen puckelflugor. Inga underarter finns listade i Catalogue of Life.